# Sinfónico II
Sinfónico II es el primer álbum recopilatorio de la banda mexicana El Tri, publicado en 2001. Como su nombre lo indica, es el segundo álbum de la banda en incluir la colaboración de una orquesta sinfónica.

## Lista de canciones
Todas las letras escritas por Álex Lora, excepto donde se indica.
| N.º | Título                                                      | Escritor(es)          | Duración |  |
| 1.  | «San Juanico» (Simplemente, 1984)                           |                       | 5:52     |  |
| 2.  | «El blues de la llanta» (Qué rico diablo, 1977)             | Lora, Sergio Mancera  | 5:56     |  |
| 3.  | «Oye Cantinero» (Three Souls in My Mind III, 1972)          |                       | 5:41     |  |
| 4.  | «Perdedor» (Una rola para los minusválidos, 1994)           |                       | 4:43     |  |
| 5.  | «Nunca digas que no» (Hecho en México, 1987)                |                       | 4:42     |  |
| 6.  | «Ya estamos hartos» (Lora, su lira y sus rolas, 1999)       |                       | 3:42     |  |
| 7.  | «Millones de niños» (Una leyenda viva llamada El Tri, 1990) |                       | 9:15     |  |
| 8.  | «Todo me sale mal» (Fin de siglo, 1998)                     |                       | 3:12     |  |
| 9.  | «Parece fácil» (Cuando tú no estás, 1997)                   |                       | 6:55     |  |
| 10. | «Esclavo del rocanrol» (Cuando tú no estás, 1997)           | Rodrigo Levario, Lora | 3:17     |  |
| 11. | «Negro como tu conciencia» (25 años, 1993)                  |                       | 3:46     |  |
| 12. | «Amnesia» (La devaluación, 1975)                            |                       | 4:03     |  |
| 13. | «La raza más chida» (Una rola para los minusválidos, 1994)  |                       |          |  |

## Créditos y personal
- Álex Lora – guitarra, bajo, voz, productor, mezclas
- Rafael Salgado – armónica
- Eduardo Chico – guitarra
- Óscar Zárate – guitarra
- Chela Lora – coros, dirección artística
- Ramón Pérez – percusiones

Músicos invitados
- Benjamín Alarcón – trombón
- Gabriel Pérez Cruz – trombón
- Barbara Klessa Novak – violín
- Lalo Toral – piano, arreglista

Personal técnico
- Patricia Abdelnour – ingeniero asistente
- Alberto Núñez – arreglista
- Felipe Souza – arreglista
- Mark Chalecki – masterización
- Pablo Munguia – ingeniería, mezclas, supervisor
- Sergio Rivero – fotografía
- Jean B. Smit – ingeniería, masterización, grabación
- Humberto Terán – ingeniería
- Eugenio Toussaint – arreglista